# Tony Massenburg
Tony Massenburg é um ex-jogador de basquete norte-americano. Ele foi campeão da Temporada da NBA de 2004-05 jogando pelo San Antonio Spurs.